# Alabandiet

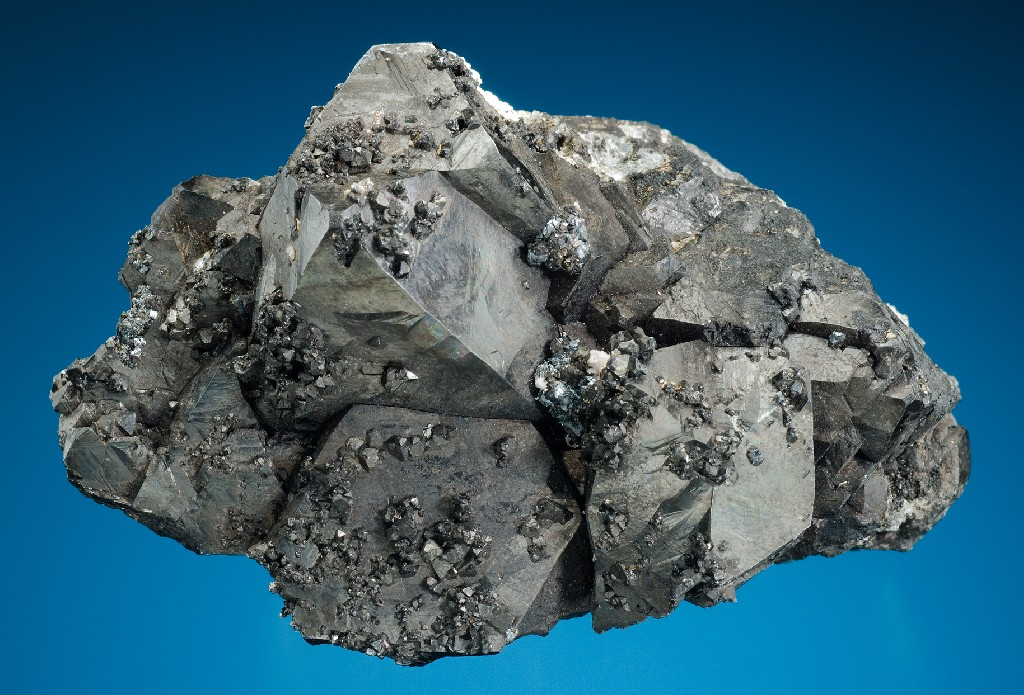
Alabandiet

Het mineraal alabandiet is een mangaan-sulfide met de chemische formule Mn2+S.

## Eigenschappen
Het opake bruingrijze tot zwarte alabandiet heeft een submetallische glans en een donkergroene streepkleur. De splijting is perfect volgens de kristalvlakken [100], [010] en [001], het mineraal heeft een gemiddelde dichtheid van 3,99 en de hardheid is 3,5 tot 4. Het kristalstelsel is isometrisch en het mineraal is niet radioactief of magnetisch.

## Naamgeving
Het mineraal alabandiet is genoemd naar de plaats waar het voor het eerst beschreven werd, Alabanda in Turkije.

## Voorkomen
Alabandiet is een mineraal dat voorkomt in sulfide-aders. De typelocatie is Alabanda, Aydin, Turkije.